# Famille van Zuylen van Nievelt
 (mai 2020).
Ne doit pas être confondu avec Famille Van Zuylen.
La famille van Zuylen van Nievelt ou van Zuylen van Nyevelt est une ancienne famille noble des Pays-Bas.

## Les van Zuylen van Nievelt dans les Pays-Bas septentrionaux

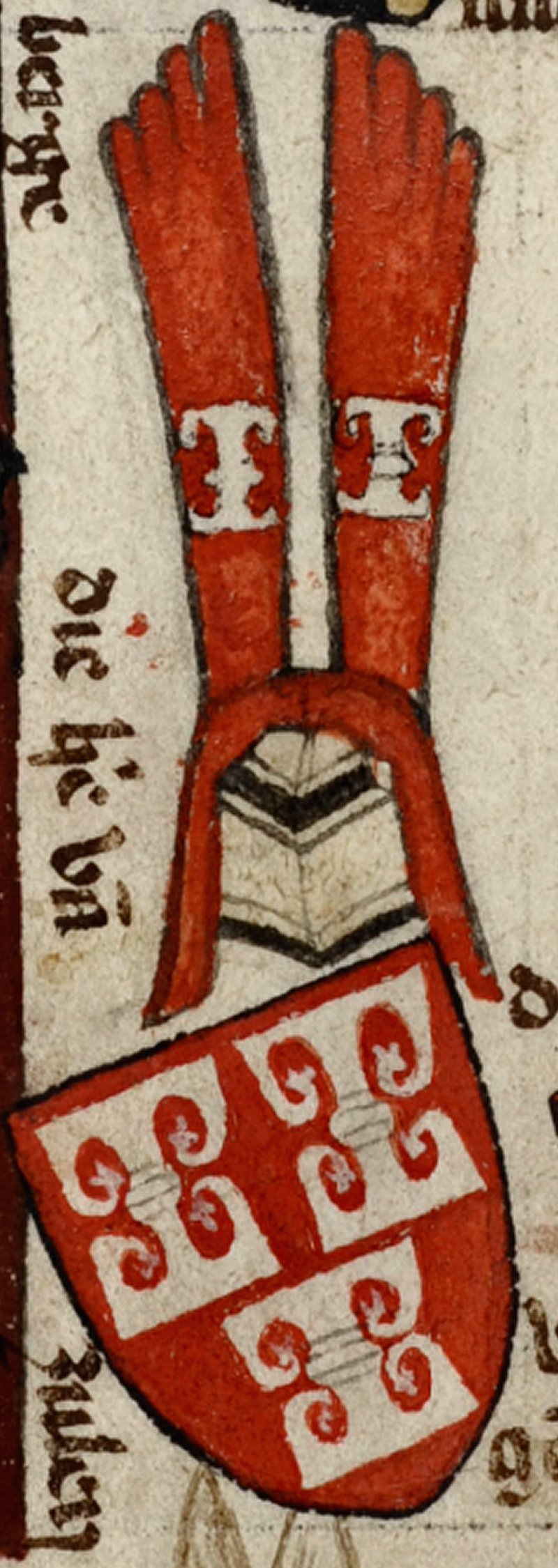
Armes des van Zuylen dans l'armorial de Gelre

Le premier ancêtre connu était Etienne van Zulen, chevalier au début du XIIIe siècle, qui s'installa à Utrecht venant de Rees. Ses successeurs devinrent des notables de la ville en construisirent le château de Zuylen. L'ajoute 'Nijevelt' référait à une seigneurie appartenant à la famille. La famille s'enrichit en s'occupant de l'asséchage de marécages.
Faisant partie de la noblesse des Pays-Bas, la famille s'est éteinte en 1947.

### Généalogie
La généalogie exige quelque prudence dans son utilisation, les générations successives ne correspondant pas toujours aux nécessités de la chronologie.
- Etienne van Zuylen (vers 1200), seigneur de Zuylen-Anholt
  - Etienne van Zuylen (vers 1230)
    - Frederic van Zuylen van Vecht (†Bataille de Soesterenge 1282)
      - Etienne van Zuylen 
        - Jacques van Zuylen van Vecht 
          - Etienne van Zuylen van Nyevelt
            - Guillaume van Zuylen, bourgemestre d'Utrecht (vers 1430)
              - Frederic van Zuylen (vers 1460)
                - Steven van Zuylen (1440-1529), surintendant des digues, stadhouder de Leerdam
                  - Frederic van Zuylen (1485-)
                    - Etienne van Zuylen (1530-1596)
                      - Guillaume van Zuylen van Nyevelt, heer van Snaefburg (†Utrecht 1639)
                        - Pierre-Frederic van Zuylen van Nyevelt (Maarssen 1604-1691), épousa à Bruxelles Olympia Sindico (†1634) et retourna à Maarssen où il épousa Gertrude van Voorst. Il fut officier dans l'armée des Espagnols.

### Van Zuylen van Nievelt
Pour cette ancienne famille, le nom fut souvent écrit de manière différente. À partir du XIXe siècle, il s'écrivit en général comme Van Zuylen van Nievelt. La famille fut reconnue comme appartenant à la noblesse néerlandaise en 1814 et obtint le titre de baron héréditaire en 1822. Plusieurs membres de la famille habitèrent à Barneveld et y construisirent le château de Schaffelaar.

### Personnalités marquantes
- Hendrik van Zuylen van Nijevelt (ca. 1440-1483), homme de guerre.
- Willem van Zuylen van Nijevelt (?-1543), écrivain.

- Jasper Hendrik van Zuylen van Nievelt (1751-1828), seigneur de Glindhorst, den Brieller et Schaffelaar.
  - Gerrit Willem van Zuylen van Nievelt, seigneur de Dorth 1787- (1756-1813). 
    - Coenraad Jan van Zuylen van Nievelt, seigneur de Glinthorst et den Brieller (1779-1837). 
      - Gerrit Willem van Zuylen van Nievelt (1807-1881), membre de la députation de la Gheldre, bourgmestre de Barneveld de 1837 à 1841.
        - baronne Louise Marie Clemence van Zuylen van Nievelt (1858-1947), dernière du nom, épouse de mr. Alexander Adriaan baron van Nagell (1859-1921), frère de A.W.J.J. baron van Nagell (1851-1936)

      - Jasper Hendrik van Zuylen van Nievelt (1808-1877), seigneur de Schaffelaar 1828, membre de la députation permanente de la Gueldre.
        - Johanna Magdalena Cornelia van Zuylen van Nievelt, dame de Schaffelaar (1856-1934), épouse de Anne Willem Jacob Joost baron van Nagell (1851-1936), bourgmestre de Barneveld

      - Theodoor Willem van Zuylen van Nievelt (1813-1881), homme politique

## Les Van Zuylen van Nyevelt dans les Pays-Bas méridionaux
Pieter-Frederic van Zuylen (Maarssen 1604-1691) (voir plus haut), fut le premier de sa famille à résider une grande partie de sa vie dans les Pays-Bas espagnols et à s'y marier. Néanmoins, devenu veuf, il retourna à Maarssen et s'y remaria. Le nom de famille continuait encore à être écrit van Zuylen van Nievelt mais se modifia bientôt en van Zuylen van Nyevelt.

### Généalogie
- Pieter-Andries van Zuylen (Oudenaarde 1649 - Bruges 1708), issu du premier mariage de Pieter-Frederic, est l’aïeul de tous les van Zuylen van Nyevelt dans les Pays-Bas méridionaux. Il fut capitaine dans l'armée espagnole. Après être entré au service du prince Eugène de Tour et Taxis, celui-ci le nomme maître des postes pour Bruges et le Franc de Bruges. Il avait épousé Caroline Le Febure (1658-1723). 
  - Leur fils, Jacques-Rodolphe van Zuylen van Nyevelt (Bruges 1691 - 1752) succéda à son père. Il épousa Marie-Anne van Steelant (1693-1722) et ils eurent sept enfants, parmi lesquels:
    - Jacques-Antoine van Zuylen van Nyevelt de Gaesebeke (Bruges 1719-1779) qui épousa Claire de la Coste (1724-1804). Ses descendants ne sollicitèrent pas de reconnaissance de noblesse sous le royaume uni des Pays-Bas.
    - Jean-Bernard van Zuylen van Nyevelt (1721-1791), également maître des postes, épousa Isabelle du Bois (1730-1804). Ils sont les ancêtres de tous les van Zuylen van Nyevelts au XVIIIe siècle et jusqu'à ce jour.

### Confirmation du statut nobiliaire
Sous le royaume uni des Pays-Bas et pour une des branches sous le royaume de Belgique, plusieurs fils ou descendants de Jean-Bernard van Zuylen obtinrent reconnaissance de noblesse et confirmation du titre de baron pour eux et tous leurs descendants, comme suit:
- 1816: Jean-Jacques van Zuylen van Nyevelt van de Haar (il avait hérité le domaine et le château de Haar de la part d'un membre de la famille d'Utrecht, décédé sans descendance).
- 1827: Jean-Baptiste van Zuylen van Nyevelt (1755-1837)
- 1827: Marie-Dominique van Zuylen van Nyevelt (1769-1846)
- 1828: les fils de Joseph van Zuylen van Nyevelt (1761-1824): Jean-Joseph (1802-1883), Guy (1809-1852), le parrain du poète Guido Gezelle et Frederic (1814-1881).
- 1855: les fils d'André-Patrice van Zuylen van Nyevelt (1772-1849): Jean-Jacques (1801-1875) et André (1805-1882).

Des huit fils de Jean-Bernard seul Jean-Jacques (qui eut treize enfants) fut l'auteur d'une progéniture jusqu'à ce jour. La branche aînée hérita du château de Haar aux Pays-Bas et forme la branche van Zuylen van Nyevelt van de Haar, qui avec la mort du baron Thierry s'est éteinte dans les mâles en 2011.
Un des fils de Jean-Bernard, François van Zuylen van Nyevelt (1764-1835) fut admis en 1816 dans la noblesse bavaroise. Cette branche s'est éteinte dans les mâles en 1906, au décès de François-Ghislain van Zuylen van Nyevelt (1836-1906). En 1953 mourut la dernière descendante, Linda van Zuylen van Nyevelt (1874-1953).

### Personnalités marquantes
- Jean Bernard van Zuylen van Nyevelt (1721-1791), directeur général des postes, échevin et conseiller de la ville de Bruges
  - Isabelle van Zuylen van Nyevelt (1721-1791), mère de Charles Coppieters-Stochove et de Jean-Baptiste Coppieters 't Wallant
  - Jean-Jacques van Zuylen van Nyevelt van de Haar (1752-1846), membre de la Deuxième Chambre des États Généraux, bourgmestre de Bruges. 
    - Gustave van Zuylen van Nyevelt van de Haar (1818-1890), diplomate, épousa successivement Julie Visart de Bocarmé (1823-1862) et la baronne Leontine van Lockhorst (1830-1906) 
      - Étienne van Zuylen van Nyevelt van de Haar (1860-1934), commanditaire de l'importante restauration du château de Haar, opération qu'il put achever grâce aux moyens financiers de son épouse, Hélène de Rothschild (1863-1947). Il fonda l'Automobile Club de France.
        - Hélin van Zuylen van Nyevelt (1888-1912), victime d'un accident d'automobile.
        - Egmont van Zuylen van Nyevelt van de Haar (1890-1960), diplomate. Il épousa l'Egyptienne Marguerite Namétalla (1901-1970) 
          - Marie-Hélène van Zuylen van Nyevelt van de Haar (1927-1996), mécène et personnalité de la jetset, épousa successivement le comte François de Nicolay (1919-1963) et le baron Guy de Rothschild (1909-2007)
          - Sybil van Zuylen van Nyevelt van de Haar (1929-1939)
          - Thierry van Zuylen van Nyevelt van de Haar (1932-2011), dernier propriétaire familial du château du Haar et dernier descendant mâle des van Zuylen van Nyevelt van de Haar,
          - x 1956-1987 Gabrielle Iglesias Velayos (1933-2010),
          - x2 1987-1989 Suzanne Hofman (1954),
          - x3 1991-1999 Jacqueline Johnson (1955).
            - Alexandra van Zuylen van Nyevelt (1957) x 1985-2001 Ian Watson (1942)
            - Marina van Zuylen van Nyevelt (1958) x 1986-1997 Christopher Stewart Wood (1960)
            - Helena van Zuylen van Nyevelt (1963)
            - Vanessa van Zuylen van Nyevelt (1968) x 2000 Marc Menesguen (1955)
            - Allégra van Zuylen van Nyevelt (1993)

    - Hector van Zuylen van Nyevelt (1833-1915),
    - x Elisa Peers (1832-1864),
    - x2 Ida van Caloen de Basseghem (1837-1917)
      - Georges van Zuylen van Nyevelt (1853-1891), x Alice Moeremans (1860-1933)
        - Raoul van Zuylen van Nyevelt (1884-1962), bourgmestre de Veldegem, x vicomtesse Marguerite de Spoelberch (1866-1955)

      - Albert van Zuylen van Nyevelt (1870-1936), historien et archiviste de l'État
        - Jacques van Zuylen van Nyevelt (1901-1966), lieutenant-colonel, x Mariette de Mahieu (1900-1983)
          - Emmanuel van Zuylen van Nyevelt (1934) x Françoise Casier (1940) 
            - Evrard van Zuylen van Nyevelt (1970), x Juliette Collinet (1974)
              - Justin van Zuylen van Nyevelt (2001)

        - Edith van Zuylen van Nyevelt (1906-2002), x chevalier Charles van Renynghe de Voxvrie (1900-1982), historien, généalogiste, conservateur de musée
        - Jean van Zuylen van Zuylen van Nyevelt (1918-1978), x Louisa van Zuylen (1921- )
          - Jean-Pierre van Zuylen van Nyevelt (1950), x Dominique van Langenhove de Bouvekercke (1951)
            - Jean-Bernard van Zuylen van Nyevelt (1979), x Godelieve de Ghellinck d'Elseghem (1981)